# Carl Thomas Mozart
Carl Thomas Mozart (ur. 21 września 1784 w Wiedniu, zm. 31 października 1858 w Mediolanie) – syn Wolfganga Amadeusa Mozarta i jego żony, Konstancji.
Był uzdolnionym pianistą, nauki pobierał w Pradze u Franza X. Niemetscheka i Františka Duška. Jeszcze przed ukończeniem nauki udał się do Livorno w roku 1797, gdzie miał pobierać praktyki w przedsiębiorstwie handlowym. Planował otworzyć sklep z fortepianami, czego jednak z powodu braku środków nie udało mu się uczynić. W 1805 przeniósł się do Mediolanu, gdzie uczył się u Bonifazia Asioli. W roku 1810 zrezygnował z nauki, żeby zostać urzędnikiem w służbie wicekróla Neapolu. Często uczestniczył w wydarzeniach związanych z twórczością jego ojca, m.in. w utworzeniu fundacji Mozarteum w 1841.